# (3494) Purple Mountain
(3494) Purple Mountain est un astéroïde de la ceinture principale.

## Description
(3494) Purple Mountain est un astéroïde de la ceinture principale. Il fut découvert le 7 décembre 1980 à Nanking par l'observatoire de la Montagne Pourpre. Il présente une orbite caractérisée par un demi-grand axe de 2,35 UA, une excentricité de 0,13 et une inclinaison de 5,8° par rapport à l'écliptique.

## Compléments